# Vaso di Aristonothos
Il vaso di Aristonothos o cratere di Aristonothos è una delle prime ceramiche greche che riporti la firma dell'autore; è esposto nel Palazzo dei Conservatori del Musei Capitolini.

## Descrizione e stile
Il cratere fu rinvenuto in una sepoltura a Caere nell'Etruria meridionale. Non risultano altre informazioni sul ritrovamento.Il vaso fu acquisito da Alfredo Castellani; ereditato dal figlio Augusto passò nel 1919 ai musei Capitolini con tutta la collezione dell'orafo e antiquario.
Eccezionalmente integro risulta realizzato con argille della zona di ritrovamento da un artigiano che si suppone di origine greca che passando attraverso la colonia di Siracusa si installò in Etruria.

### Firma
La firma è una delle prime firme di ceramisti rinvenute, assieme a quella di Kalkleas su di un manufatto Itacense probabilmente usato come candeliere, a quella di Pyrros (forse beota) in un frammento di coppa e quella parziale su un altro frammento rinvenuto a Milo. Non sono noti altri vasi attribuibili o firmati allo stesso artigiano, ceramista o ceramografo che fosse (o forse ambedue). Certamente la complessità dell'impianto iconografico rese l'autore tanto orgoglioso da voler apporre la propria firma in una posizione evidente.
La scritta è in grafia euboica e in dialetto ionico e, scritta nel modo bustrofedico in parte da destra a sinistra in part dall'alto verso il basso, recita Ἀριστόνοθος ἐποίσεν (Aristonothos epoisen), cioè «Aristonothos mi fece». È stata posta una certa attenzione sul fatto che il nome sia composto da due lemmi: Aristo- (il migliore) e -nothos (figlio illegittimo), quindi il nome he potrebbe significare «il migliore dei bastardi». Anche se è da notare che la condizione di nothos; di illegittimità, interessava soltanto le classi aristocratiche e certo non quelle artigiane.
Oltre a sottolineare l'irregolarità di epoisen rispetto al classico epoiesen sono state tentate letture diverse per la firma vera e propria come Aristovophos oppure Aristomphos sostituendo la theta con una phi a causa della particolare grafia. Tuttavia entrambe le particolarità vengono associate al dialetto ionico fra l'altro comunemente utilizzato anche nelle colonie greche siceliote o campane.

### Vaso

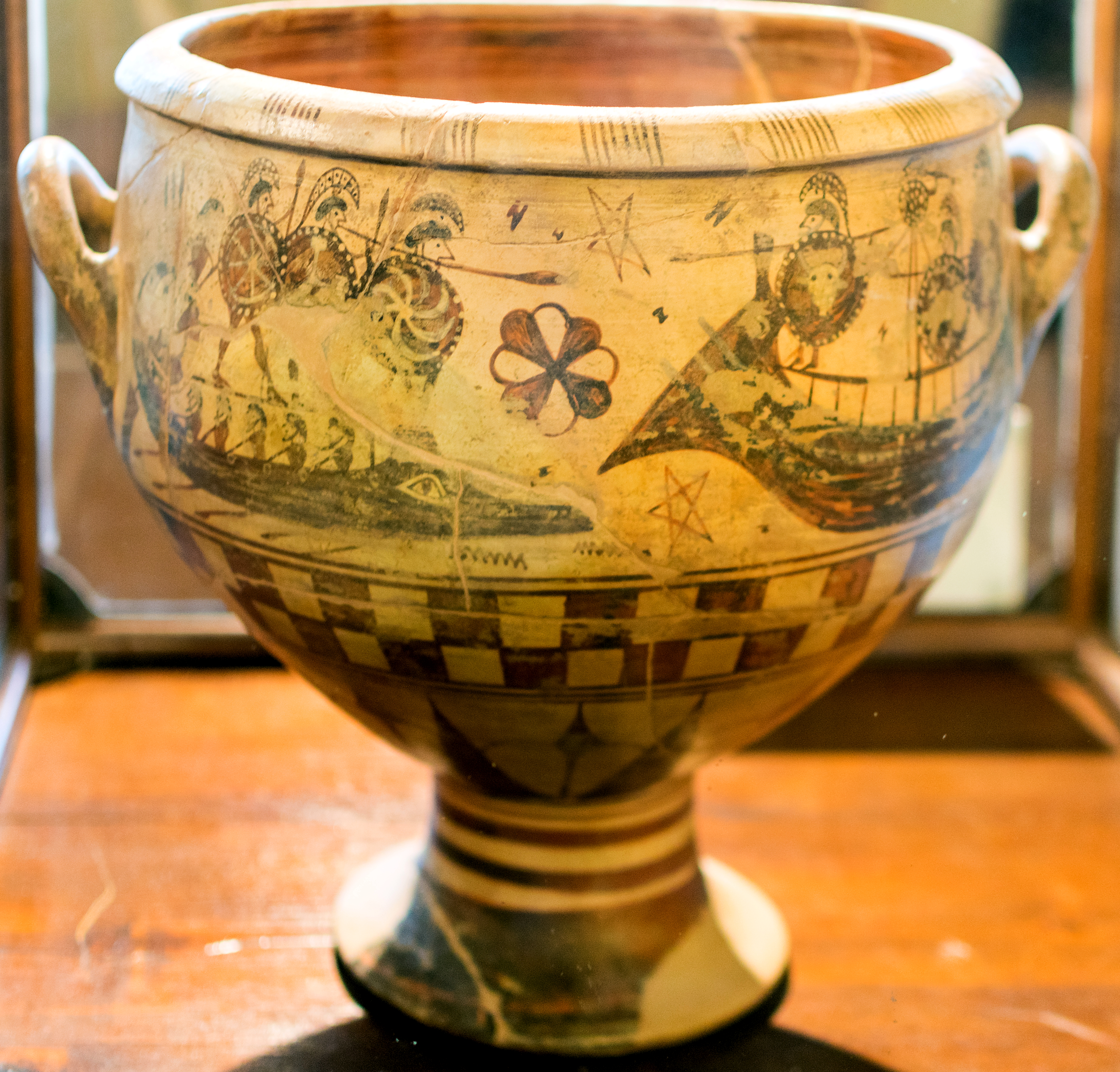
Vaso di Aristonothos, faccia B: battaglia navale

Il cratere ha una forma primitiva e anse orizzontali non rientrando negli schemi canonizzati; potrebbe essere un modello originale del suo autore. Risulta anche simile ad alcuni crateri dell'Argolide del VII secolo a.C.,; e, sebbene Argo non avesse né colonie né commerci in Italia, è possibile che qualche ceramista argivo abbia viaggiato e trasmesso i suoi modelli anche In Etruria. 
Il vaso presenta una ingobbiatura pallida sia all'interno sia all'esterno ed è dipinto con un colore bruno scuro e qualche ritocco in bianco: La decorazione figurata è principalmente a silohuette e parzialmente a linea di contorno nella parte bassa e sul piede è completato con una decorazione geometrica.
Sulla faccia considerata principale è rappresentata la scena dell'accecamento di Polifemo, sull'altra faccia è una scena di combattimento tra due navi mentre ai lati, sotto ciascuna ansa, è dipinto un granchio.
L'accostamento delle due scene, una sull'inganno l'altra sullo scontro armato, ha sollecitato gli storici a dibatterne alla ricerca del senso ricercato dall'artigiano e dal committente. Talvolta mettendole in stretta relazione talvolta viste come separate pur mantenendo una qualche connessione. Si tratta comunque di tematiche presumibilmente ben comprensibili nell'ambito allora piuttosto cosmopolita dell'antica Cerveteri.

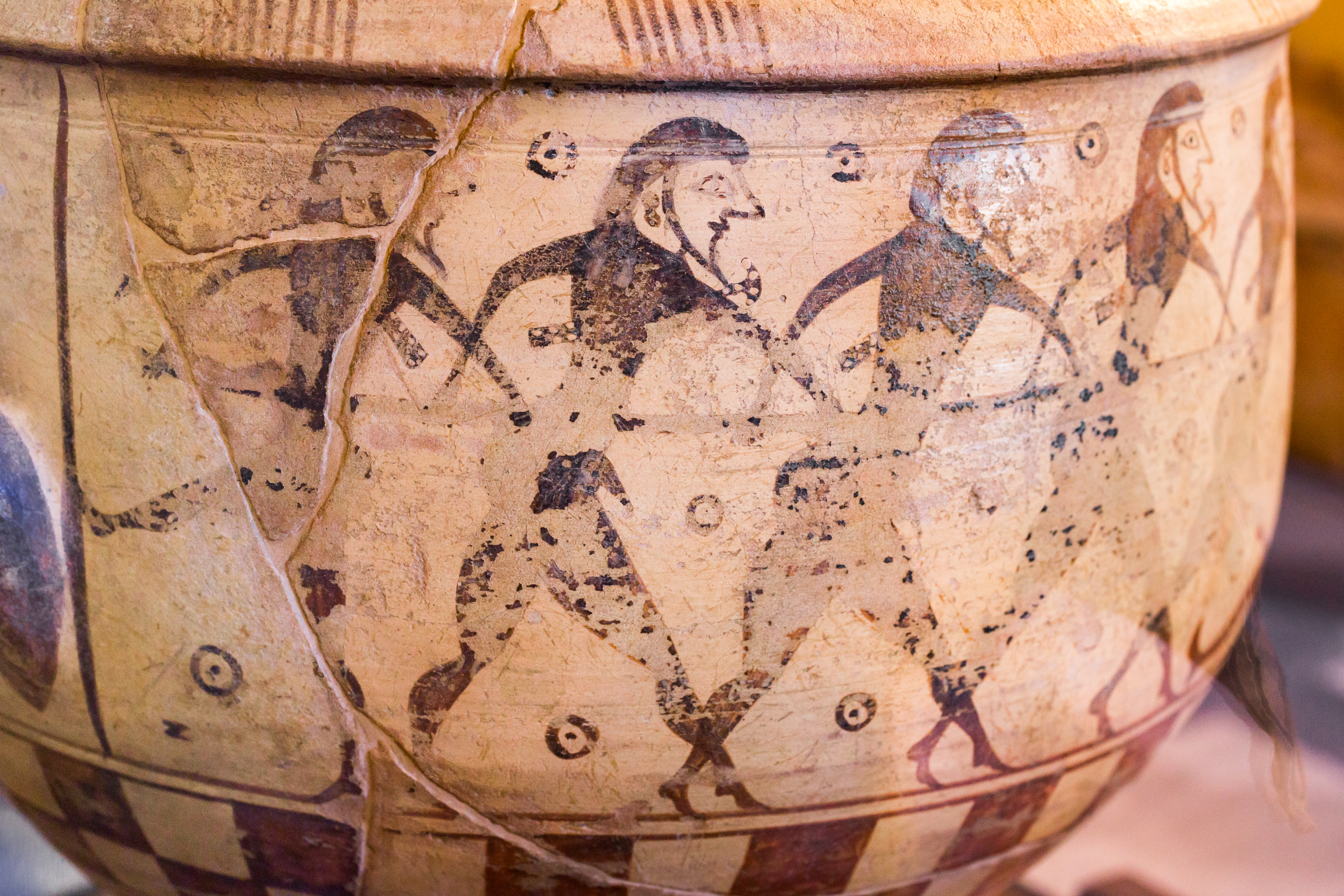
Ulisse spinge il palo con il peso del corpo facendo forza con una gamba contro la parete

La scena dell'accecamento, oltre a fornire un'ulteriore data ante quem per la composizione del poema, presenta una relativamente precisa corrispondenza con il racconto nell'Odissea: si vedono cinque uomini barbuti nella foggia greca, Ulisse e i quattro suoi compagni come narrato da Omero, aiutarsi a spingere il palo che hanno conficcato nell'occhio del mostro; Ulisse, il quinto della fila, con il corpo girato, spinge con una gamba sulla linea che definisce la parte della grotta (… su l’altro capo io premevo, lo roteavo …).

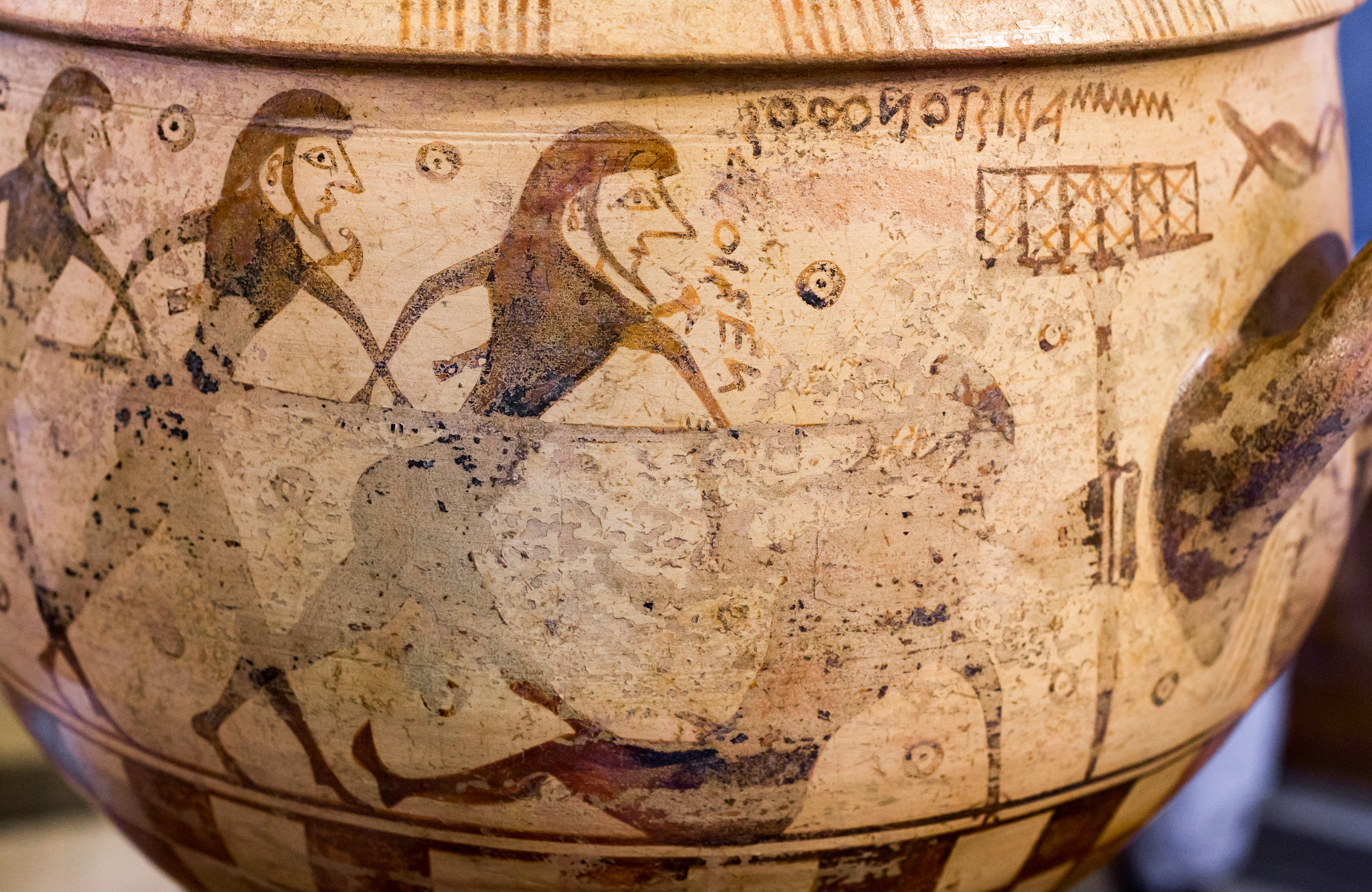
Polifemo si dibatte davanti alla rastrelliera per i formaggi

Polifemo ubriaco e sdraiato tenta disperatamente di estrarre il palo di ulivo. Le dimensioni di questo essere sono rappresentate simili a quelle degli umani ne altri particolari lo identificano come mostro, cosa che si ravvisa anche nel pithos etrusco leggermente più recente del Getty (96.AE.135) mentre in altre ceramiche contemporanee è rappresentato come un gigante.  La scena insiste comunque sulla agriotes (grettezza animalesca) di Polifemo ben intuibile in alcuni dettagli: da una parte nel suo agitarsi viene ad assumere assumere una posizione caratteristica di un satiro, altra figura tipicamente "selvatica" della mitologia, dall'atra parte la rastrelliera per il formaggio alle sue spalle e così pure la coppa appoggiata li sotto sottolineano il fatto che stesse mangiando e bevendo da solo, incurante degli stranieri e ignaro dagli usi dell'ospitalità comuni alle civiltà mediterranee che pure Ulisse stesso aveva implorato.

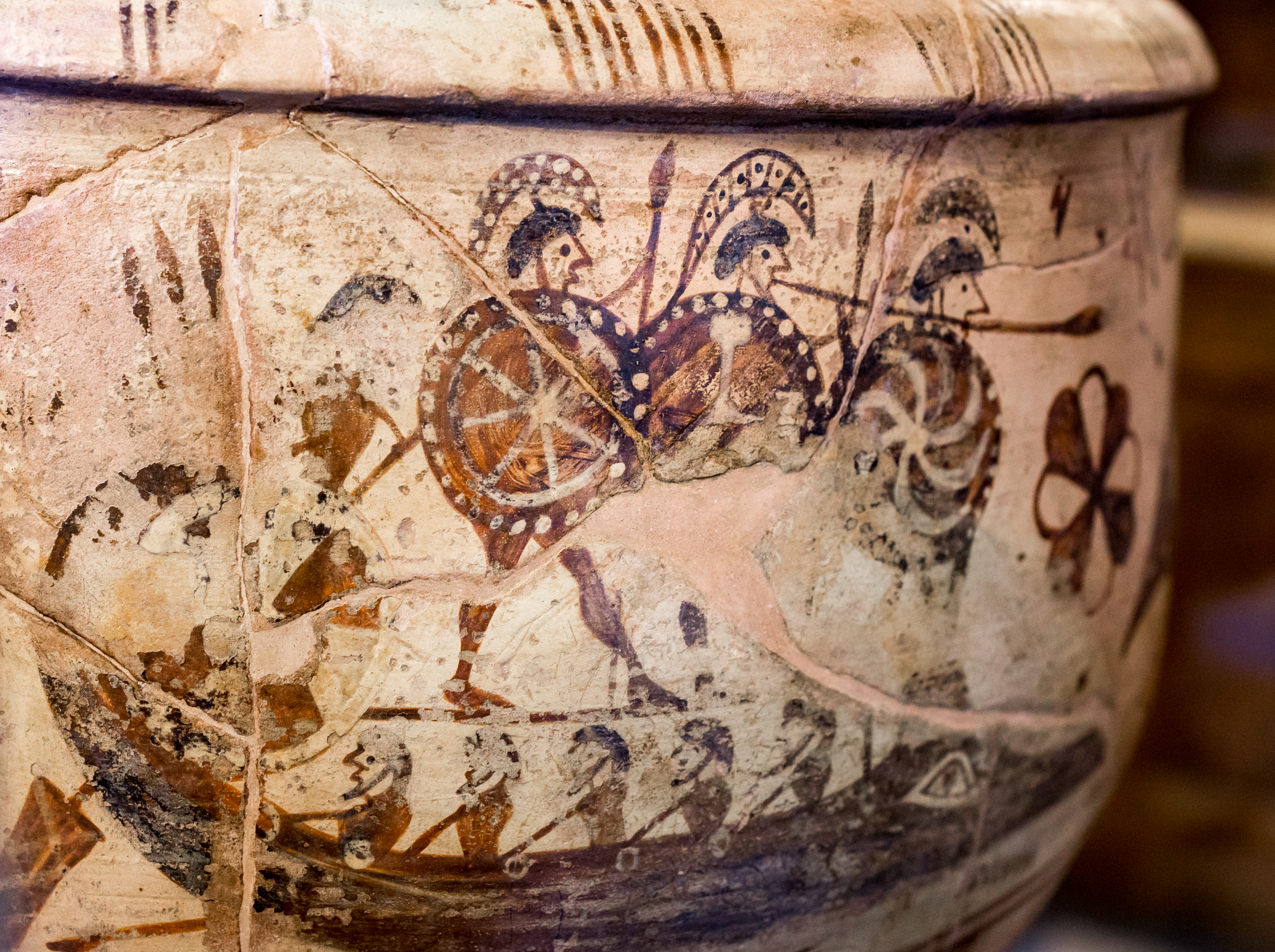
La nave greca

La scena dipinta sull'altro lato non ha una fonte mitologica. Presenta i preparativi allo scontro tra due navi. I vascelli sono difficilmente identificabili forse si tratta di una greca e l'altra potrebbe essere etrusca o quanto meno non greca. 
La nave sulla sinistra, probabilmente greca o greco-italiota e attrezzata per il combattimento, è caratterizzata da un'alta e arcuata poppa e dalla prua a testa di cinghiale con un grande occhio dipinto. Non ha un albero ed è spinta dai remi di alcuni vogatori. Sul ponte tre guerrieri attrezzati con elmi, lance e tondi scudi dal disegno geometrico, uno anzi tiene l'asta in modo minaccioso. Forse un quarto protetto dal suo scudo è al timone con altre lance di riserva.

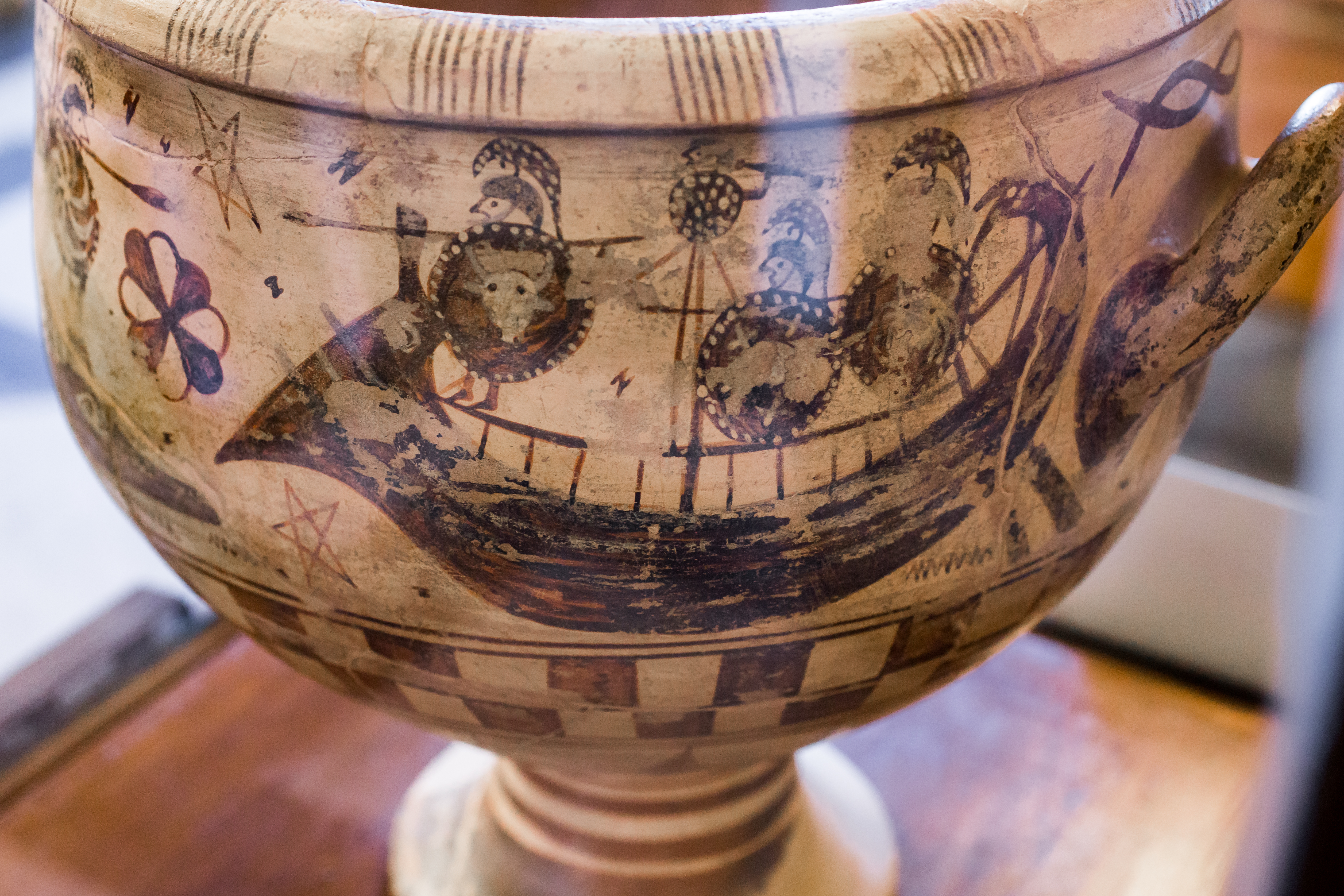
Nave non greca

La nave sulla destra, un più pesante vascello commerciale etrusco o italico, più grande presenta un grande rostro puntato verso il basso sulla prua ed ha egualmente una alta poppa arcuata. Non ha vogatori e sulla cima dell'albero senza vele è arrampicata una piccola figura. Sul ponte tre guerrieri mostrano già le lance in resta. Su due degli scudi sono oggi sufficientemente leggibili della figure emblematiche: una testa di toro e un granchio. 

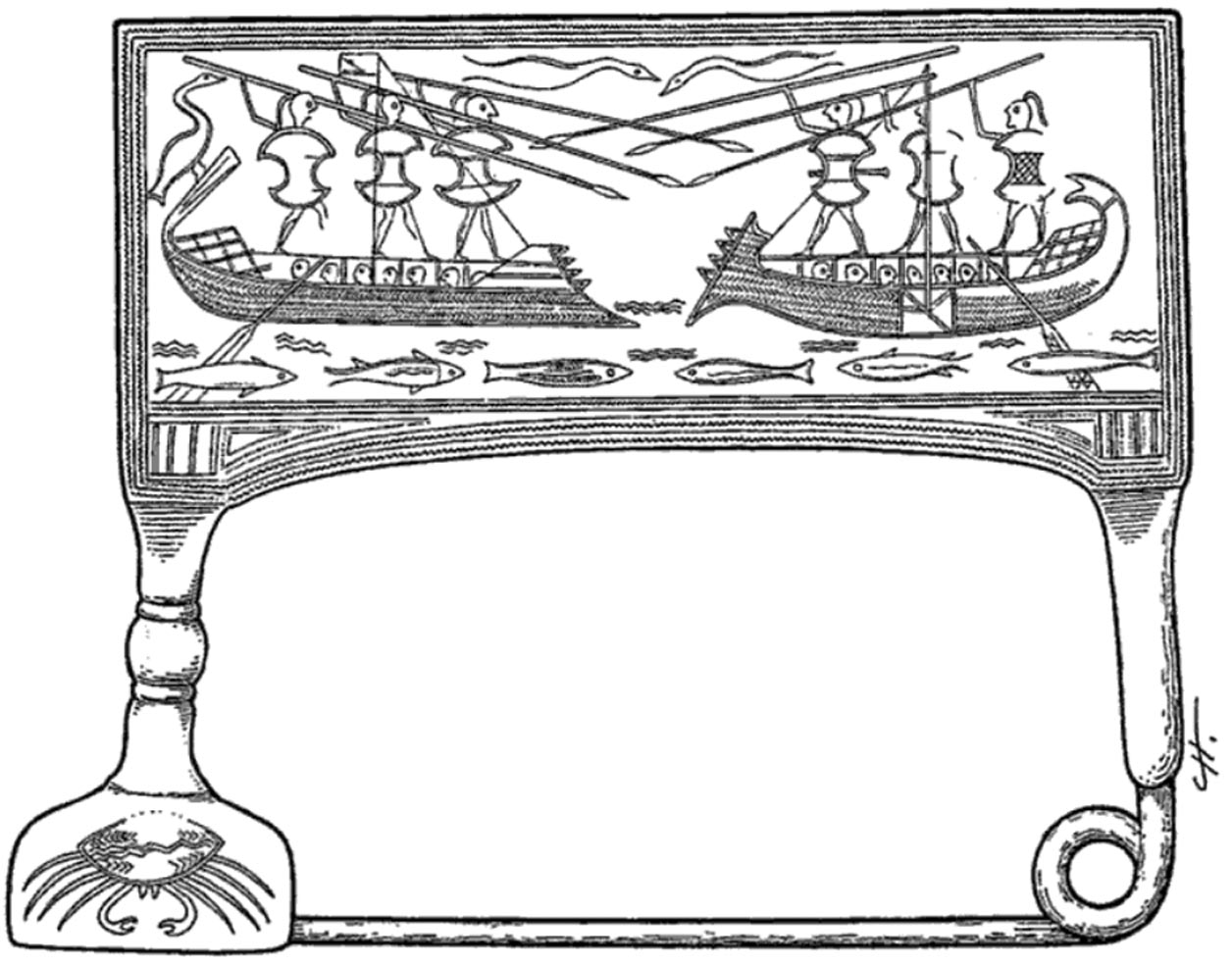
Fibula proveniente da Sparta, Museo del Louvre

Sebbene esistesse una reciprocità nei commerci tra etruschi e greci la possibilità di uno scontro navale o di atti di pirateria era sempre possibile. Il combattimento tra navi era comunque a quel tempo un soggetto frequente nella pittura vascolare ed in genere nelle arti figurative: è interessante che una scena simile con tipologie di natanti simili sia rappresentata su di una fibula spartana dell'ottavo secolo.

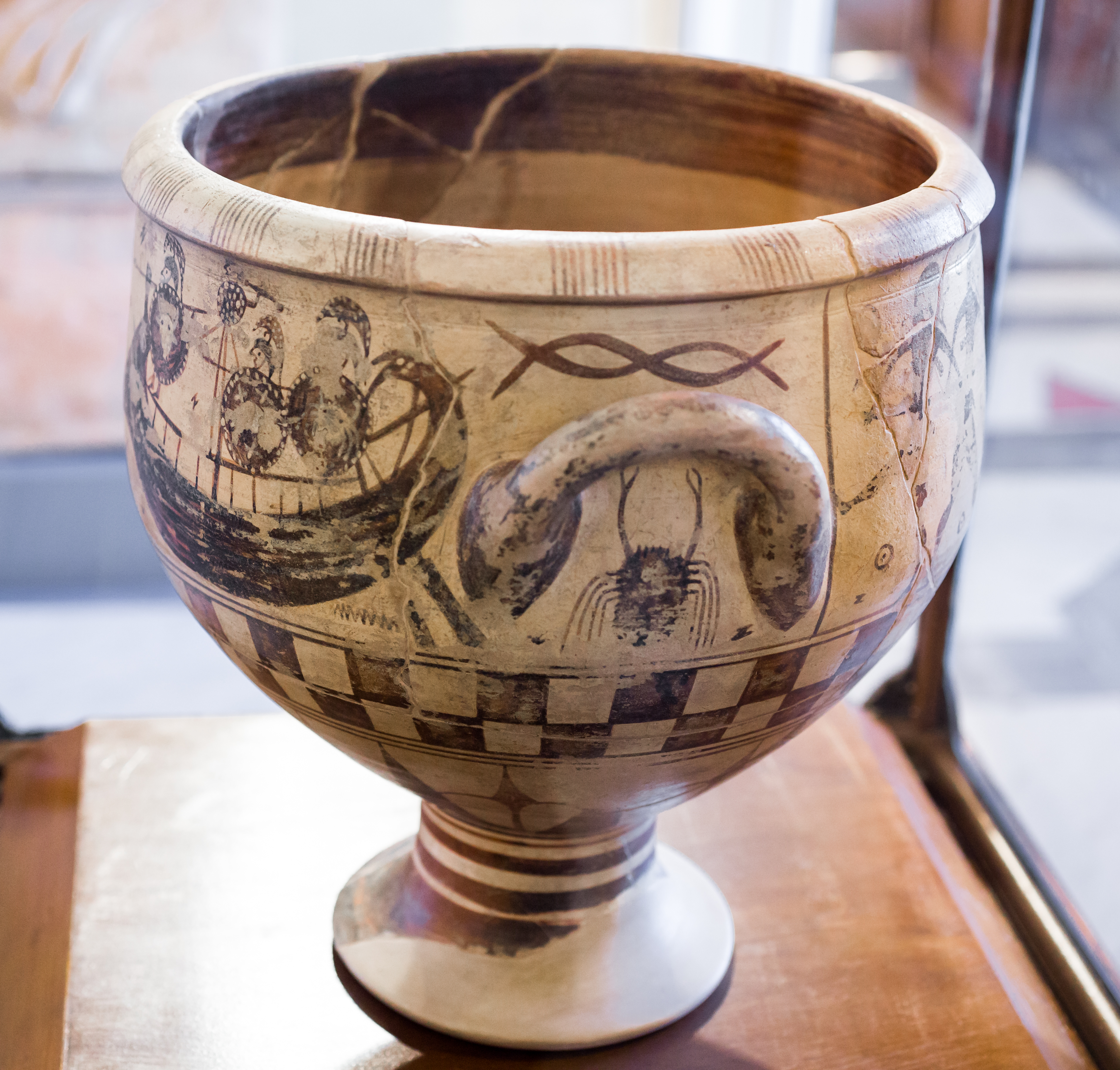
Il granchio sotto un'ansa e sullo scudo di un guerriero

Il granchio rappresentato sia sotto le due anse sia sullo scudo del primo guerriero a destra sulla nave più grande ricorda le pitture vascolari di Eretria, dov'era spesso presente. Cosa che suggerisce anche una conferma all'origine euboica di Aristonathos, Allo stesso tempo il granchio con la sua andatura obliqua e le zampe storte richiama la figura deforme del dio artigiano Efesto e potrebbe voler evocare un simbolo dell'abilità artigiana.